# Sabine Hossenfelder
Sabine Hossenfelder (18 de setembro de 1976) é uma física teórica alemã, autora e musicista que pesquisa a gravidade quântica. Ela é pesquisadora do Instituto de Estudos Avançados de Frankfurt, onde lidera o grupo Superfluid Dark Matter. Ela é a autora de Lost in Math: How Beauty Leads Physics Astray, que explora o conceito de elegância em física fundamental e cosmologia.

## Educação
Hossenfelder completou sua graduação com distinção em 1997 na Johann Wolfgang Goethe-Universität em Frankfurt am Main. Ela permaneceu lá para um mestrado, e ela escreveu uma tese sob a supervisão de Walter Greiner intitulada "Produção de partículas em campos gravitacionais dependentes do tempo", que ela completou em 2000. Hossenfelder recebeu seu doutorado pela mesma instituição em 2003, pela tese "Black Holes in Large Extra Dimensions" sob orientação de Horst Stöcker.

## Pesquisa
Hossenfelder permaneceu na Alemanha até 2004 como pesquisadora de pós-doutorado no GSI Helmholtz Center for Heavy Ion Research em Darmstadt, Alemanha. Ela se mudou para a América do Norte e completou bolsas de pesquisa na Universidade do Arizona, Tucson, Universidade da Califórnia, Santa Bárbara e no Perimeter Institute, Canadá. Ela ingressou no Nordita Institute for Theoretical Physics, Suécia, em 2009 como Professora Assistente. Em 2018 foi Research Fellow no Frankfurt Institute for Advanced Studies.
O interesse de pesquisa de Hossenfelder é na fenomenologia da gravidade quântica. Ela se concentra no papel da invariância e localidade de Lorentz, que seria alterada na descoberta da gravidade quântica. Hossenfelder está tentando encontrar evidências experimentais da gravidade quântica. Desde 2007 ela está envolvida com a série de conferências anuais "Experimental Search for Quantum Gravity". Hossenfelder criou vários vídeos no YouTube explorando o assunto. Ela é funcionária do Frankfurt Institute for Advanced Studies desde 2015, onde lidera o grupo Analog Systems for Gravity Duals. Outra área de sua pesquisa são os fundamentos da mecânica quântica, onde ela argumentou contra o livre-arbítrio e a favor do superdeterminismo.

## Engajamento público e realizações científicas
Hossenfelder é uma escritora freelance de ciência popular que mantém um blog desde 2006. Ela contribui para a coluna da Forbes "Starts with a Bang", bem como para a Quanta Magazine, New Scientist, Nature Physics, Scientific American, Nautilus Quarterly e Physics Today. Para mostrar algumas lacunas no argumento da afirmação de Verlinde de que a gravidade é uma força entrópica, ela derivou a fórmula de Verlinde para a lei da gravitação universal de Newton usando uma nova forma de uma fórmula de variação entrópica que reduz a entropia de Bekenstein-Hawking no horizonte de eventos do buraco negro. Em 2016, Hossenfelder se ofereceu para atuar como consultora de física em seu blog – US$50 por vinte minutos de discussão – e teve que recrutar cinco físicos extras para lidar com a demanda. A Live Science e o The Guardian citaram Hossenfelder como uma autoridade ao tentar avaliar a importância da última publicação científica de Stephen Hawking.